# Stephanachne pappophorea
Stephanachne pappophorea är en gräsart som först beskrevs av Eduard Hackel, och fick sitt nu gällande namn av Yi Li Keng. Stephanachne pappophorea ingår i släktet Stephanachne och familjen gräs. Inga underarter finns listade i Catalogue of Life.